# Émile Gaillard (Kunstsammler)

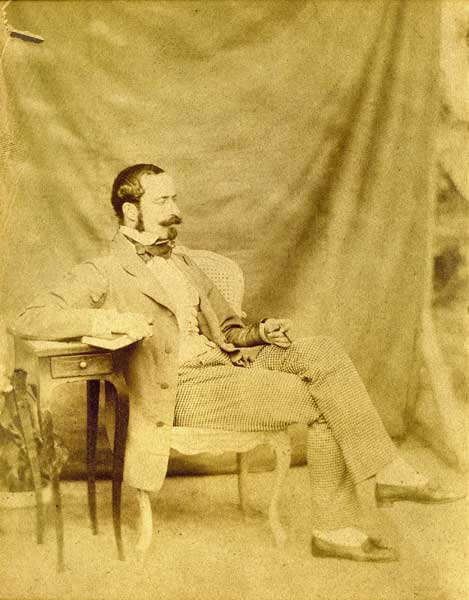

Émile Gaillard (* 1821 in Grenoble; † 1902 in Paris) war ein französischer Bankier und Kunstsammler.

## Leben
Gaillard war der Enkel von Théodore François Gaillard, einem Privatbankier und Sohn des Théodore Eugène Gaillard, der 1858 bis 1865 Bürgermeister von Grenoble war. Émile Gaillard leitete die Pariser Niederlassung des Bankhauses und befasste sich unter anderem mit Eisenbahnfinanzierungen. 
Er war aber auch ein Freund der Kunst und der Künstler. Frédéric Chopin widmete „son ami Emile Gaillard“ die Mazurka a-Moll KK II b Nr. 5, die posthum ohne Opusnummer im Druck erschien. 
Gaillard baute eine bedeutende Sammlung von mittelalterlicher und Renaissancekunst auf und erwarb 1878 ein Grundstück im Bereich der Plaine Monceau, wo er von Jules Février das Hôtel Gaillard, ein Stadtpalais im Stil von Louis XII, errichten ließ. Die Einweihung des Hauses fand 1885 statt – die Familie Gaillard empfing ihre Gäste in Renaissancekostümen.
Gaillard und Amélie Vassal hatten fünf Kinder. Nach seinem Tod wurde die Privatbank an die Bank Crédit Lyonnais verkauft, die Kunstsammlung wurde 1904 stückweise versteigert. Das Hôtel Gaillard fand erst 1919 einen Käufer, nämlich die Banque de France. Diese baut das Haus derzeit zu einem Museum und Veranstaltungsort aus. Die Cité de l’Economie et de la Monnaie soll im Herbst 2014 eröffnet werden.